# Gertrud Staats
Gertrud Staats (ur. 21 lutego 1859 we Wrocławiu; zm. 21 czerwca 1938 tamże) – niemiecka malarka, należąca do czołowych artystów śląskich końca XIX i początku XX wieku.

## Życiorys

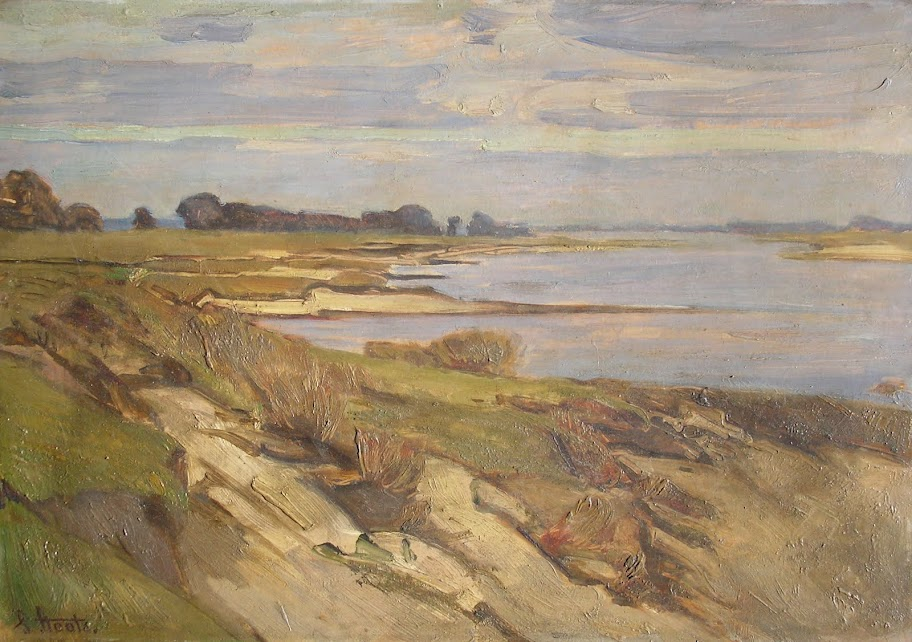
Gertrud Staats, Pejzaż

Jedna z pięciu córek, jej ojciec Adolf Staats był wrocławskim radnym miejskim. Urodziła się w rodzinnym domu, położonym w miejscu późniejszego Hotelu Wrocław (rozebranym w 1940 r.). Dzięki matce Gertrud Staats rozpoczęła naukę malarstwa u nauczycielki rysunku Caroline Falbusch we Wrocławiu, lecz szybko ojciec zapewnił jej kontynuację nauki u malarza Adolfa Dresslera, a potem u Hermanna Bayera.
W 1879 r. Dressler został szefem pracowni malarstwa krajobrazowego świeżo wzniesionego Śląskiego Muzeum Sztuk Pięknych i wśród sześciu uczniów których miał prawo dokształcać znalazła się Staats. Wraz z Dresslerem i innymi uczniami często wyjeżdżała w Karkonosze. W sierpniu 1881 r. Dressler zmarł. Wówczas Gertrud Staats przeniosła się do Berlina, gdzie pobierała lekcje u pejzażysty Hansa Frederika Gudego i impresjonisty Franza Skarbiny, a następnie podróżowała do Paryża, Bawarii i na Rugię. W 1883 r. powróciła do Wrocławia by kształcić się u Carla Covena Schirma. Od 1890 r. posiadała we Wrocławiu pracownię przy obecnej ulicy Powstańców Śląskich. Do 1913 r. dużo podróżowała po Niemczech.
Getrud Staats malowała głównie pejzaże, a od 1914 r. także martwe natury. Jedyne wyjątki stanowiły portret ojca oraz portret rodzinny. W swojej twórczości ewoluowała od realizmu przez impresjonizm i secesję do ekspresjonizmu. Od lat 1880. zaczęła zdobywać uznanie, w latach 1890. uzyskała popularność i medale na wystawach w Londynie i Chicago. W 1902 r. założyła Stowarzyszenie Artystek Śląskich.
Zmarła na raka piersi. Pozostawiła po sobie bogatą spuściznę artystyczną, która w 1939 r. została sprzedana podczas wystawy Schlesische Landschaftkunst vor 30 Jahren. Ceny za obrazy wahały się od 250 do 300 m. Szkice olejne sprzedawano za 30-45 marek.
W ostatnich latach życia dom podzielono na mieszkania czynszowe, a rodzina utrzymywała się z wynajmu.
Większość dzieł Gertrud Staats zaginęła podczas II wojny światowej.